# 村山浩昭
村山 浩昭（むらやま ひろあき、1956年12月21日 - ）は、日本の弁護士、元裁判官。2017年（平成29年）9月30日より大阪高等裁判所部総括判事を務める。2021年（令和3年）12月21日に定年退官。
裁判官としては、冤罪の可能性が高い袴田事件について2014年（平成26年）、静岡地方裁判所で裁判長として、物証が捏造された可能性が高いと指摘して再審開始と元被告人（死刑囚）釈放の決定を出したことなどで知られる（後述）。

## 経歴
- 1975年 - 東京都立小山台高等学校卒業
- 1981年 - 東京大学法学部卒業
- 1983年 - 最高裁判所司法研修所修了（35期）
- 1983年4月12日 - 1985年3月31日：大阪地方裁判所判事補[2]
- 1985年4月1日 - 1986年4月11日：富山地方裁判所・富山家庭裁判所判事補[2]
- 1986年4月12日 - 1988年3月31日：富山地方裁判所・富山家庭裁判所判事補、富山簡易裁判所判事[2]
- 1988年4月1日 - 1991年3月31日：福島家庭裁判所・福島地方裁判所郡山支部判事補、郡山簡易裁判所判事[2]
- 1991年4月1日 - 1993年3月31日：東京地方裁判所判事補・東京簡易裁判所判事[2]
- 1993年4月1日 - 1993年4月11日：東京簡易裁判所判事・東京地方裁判所判事補[2]
- 1993年4月12日 - 1994年3月31日：東京簡易裁判所判事・東京地方裁判所判事[2]
- 1994年4月1日 - 1998年3月31日：長野地方裁判所・長野家庭裁判所諏訪支部判事、諏訪簡易裁判所判事[2]
- 1998年4月1日 - 2002年3月31日：東京地方裁判所判事・東京簡易裁判所判事[2]
- 2002年4月1日 - 2006年3月31日：福島地方裁判所。福島家庭裁判所いわき支部長、いわき簡易裁判所判事[2]
- 2006年4月1日 - 2008年11月16日：東京高等裁判所判事・東京簡易裁判所判事[2]
- 2008年11月17日 - 2012年8月19日：東京地方裁判所部総括判事・東京簡易裁判所判事[2]
- 2012年8月20日 - 2014年7月25日：静岡地方裁判所・静岡家庭裁判所部総括判事、静岡簡易裁判所判事[2]
- 2014年7月26日 - 2015年10月5日：盛岡地方裁判所・盛岡家庭裁判所所長[2]
- 2015年10月6日 - 2017年9月29日：名古屋高等裁判所部総括判事[2]
- 2017年9月30日 - 大阪高等裁判所部総括判事[2]
- 2021年9月30日 - 定年退官
- 2022年 - 弁護士法人法律事務所ヒロナカ入所

## 主な担当訴訟
- 1988年2月9日（富山地裁裁判官）：富山・長野連続女性誘拐殺人事件の第一審判決（裁判長：大山貞雄、右陪席裁判官：大谷直人）で、左陪席裁判官を担当[3]。共同正犯とされた被告人2人のうち、女1人の単独犯と認定、女を死刑（求刑：同）、男性1人は無罪（求刑：無期懲役）とする判決を宣告[3]。
- 2006年3月22日（福島地裁いわき支部裁判長） - 2004年3月18日に福島県いわき市鹿島町走熊の民家で女性（事件当時83歳）と次女（同55歳）の母娘2人が殺害された強盗殺人事件で、死刑を求刑された被告人の男（判決時点で52歳）に対し、殺害の計画性、犯行前の確定的殺意がない点などから死刑を回避し、無期懲役とする判決を言い渡した[4]。なお同判決に対し検察官が控訴したところ、仙台高裁（田中亮一裁判長）は同年12月5日、犯行は確定的殺意に基づく計画的な強盗殺人であり、原判決は事実誤認であるとして原判決を破棄し、被告人を死刑とする判決を言い渡した[5]。弁護人は上告したが、被告人本人が上告を取り下げたため、死刑が確定している[6]。
- 2009年11月9日（東京地裁裁判官） - 覚醒剤取締法違反（所持および使用）の罪に問われた被告人の酒井法子に対し、懲役1年6か月・執行猶予3年の有罪判決[7][8]。
- 2011年3月24日（東京地裁裁判長） - 秋葉原通り魔事件で殺人罪などに問われた被告人の男（加藤智大）に死刑判決[8]。
- 2014年3月27日（静岡地裁裁判長） - 袴田事件の第二次再審請求審で、再審開始と、死刑囚（袴田巌）への死刑および拘置の執行停止を決定[8]。
- 2016年6月29日（名古屋高裁裁判長） - 全地球測位システム（GPS）端末を無断で対象車両に取り付ける捜査を「裁判所の令状なしでは違法」と判断し[9]、捜査に関する立法措置の必要性に異例の言及をした[8]。なおこの刑事訴訟で窃盗罪に問われていた被告人の男については、第一審・名古屋地方裁判所判決同様、懲役6年の有罪判決を言い渡した[9]。
- 2016年5月8日（名古屋高等裁判長） - 逮捕監禁、自殺ほう助で起訴、有罪判決を言い渡した元中京学院大学准教授に対して、本人より「裁判所に提出された証拠偽造がある」との上申書を受けて「拘留停止」の裁判長決定をする。
- 2016年11月28日（名古屋高裁裁判長） - 収賄事件で起訴された被告人の藤井浩人（美濃加茂市長）に対し、第一審・名古屋地裁の無罪判決を破棄した上で懲役1年6月・執行猶予3年・追徴金30万円の有罪判決を言い渡した[10][8]。
- 淡路島5人殺害事件控訴審（大阪高裁第6刑事部裁判長）[11] - 第一審の神戸地裁（裁判員裁判）で死刑判決を受けた被告人の男に対する審理（2018年9月28日・初公判）にて精神鑑定実施を職権で決定した[12][13][14]。その後、2020年1月27日の控訴審判決公判でその精神鑑定の結果を基に「被告人は犯行当時、責任能力が減退した心神耗弱状態だった」と認定して第一審判決を破棄し無期懲役判決を言い渡した[15]。
- 2019年10月25日（大阪高裁裁判長） - 生後2か月の孫を揺さぶって虐待死させたとして傷害致死罪に問われた被告人の女性に対し、第一審の大阪地裁で言い渡されていた有罪判決（懲役5年6か月の実刑）を破棄して無罪を言い渡した[16]。判決では「乳幼児揺さぶられ症候群を単純に適用することは機械的で画一的な事実認定を招き事実誤認をする恐れがある」と警鐘を鳴らした[17]。